# Dora Lewis
Dora Lewis (13 octobre 1862 - 31 janvier 1928), également connue sous le nom de Mrs Lawrence Lewis est une suffragiste américaine,.  Elle est active au sein de la National American Woman Suffrage Association et contribue à la fondation du National Woman's Party.  En 1913, elle en devient membre exécutive puis la présidente des finances en 1918 et enfin la trésorière nationale en 1919.  En 1920, elle préside leur comité de ratification. 
Elle participe à la manifestation pour le suffrage des Silent Sentinels. 
Elle est arrêtée à plusieurs reprises pour ses actions en faveur du suffrage des femmes. Elle passe trois jours en prison pour un piquet de grève en juillet 1917, est arrêtée le 10 novembre 1917 et condamnée à 60 jours de prison. Elle est arrêtée en août 1918 durant la réunion de Lafayette Square en l'honneur d'Inez Milholland (où elle est la principale oratrice) et condamnée à 15 jours de prison.  Elle est arrêtée à nouveau en janvier 1919 lors des manifestations feu de camp (elle incendie des exemplaires des discours du président Wilson sur la démocratie) et condamnée à cinq jours de prison,,. 
Dans la nuit du 14 novembre, 1917, connue sous le nom de Silent sentinels, le directeur de l'Occoquan Workhouse, WH Whittaker, ordonne à quarante gardes de  brutaliser les suffragistes présentes, dont Dora Lewis.  Les gardes jettent Dora Lewis dans une cellule sombre et lui fracassent la tête contre un lit en fer, en l'assommant.  Sa compagne de cellule, Alice Cosu, qui croit que Lewis est morte, fait une crise cardiaque. Selon les affidavits, les gardes saisissent, traînent, battent, étranglent, pincent et donnent des coups de pied à d'autres femmes. Les journaux relatent les faits.  Dora Lewis a entame une grève de la faim à Occuquan. 
Après l'adoption du dix-neuvième amendement par le Congrès, Dora Lewis se rend dans des États tels que la Géorgie, le Kentucky et le Delaware pour encourager le soutien à la ratification et rencontre un succès limité.
La correspondance de Dora Kelly Lewis est archivée dans la collection 2137 de la Société historique de Pennsylvanie. 